# Ernst Toller
Ernst Toller (Samotschin, 1893. december 1. – New York, 1939. május 22.) német kommunista író.

## Élete
Ernst Toller 1893-ban született Samotschinban a mai Lengyelország területén, zsidó családban. Az első világháború kitörésekor önkéntesnek jelentkezett katonai szolgálatra, így a nyugati frontra került a német-francia határra, ahol tizenhárom hónapot töltött. A háború kiábrándította és súlyosan megterhelte lelkét és idegrendszerét is, később súlyos idegösszeomlást kapott. Az első drámája Die Wandlung, amit a háborús tapasztalatai ihlettek.
Toller részt vett az 1919-es Bajor Tanácsköztársaságban több jelentős anarchistával (mint például B. Traven, Kurt Eisner miniszterelnök és Gustav Landauer) és kommunistával együtt. Ez a köztársaság rövid életűnek bizonyult, amit végül a jobboldali erők buktattak meg, őt pedig börtönbe zárták a forradalomban való szerepvállalásáért.
Börtönévei alatt fejezte be a Die Wandlung c. drámáját, amit Berlinben mutattak be Karlheinz Martin rendezésében 1919 szeptemberében. Amikor a darabot századszorra mutatták be, a bajor kormány felajánlotta a bocsánatkérését, de Toller ezt nem fogadta el a többi politikai fogollyal való szolidaritásból. Toller inkább folytatja a leghíresebb műveinek megírását a börtönben. Ide tartozik például a Masse Mensch, Die Maschinenstürmer, Der deutsch Hinkemann című drámái és több verse is. Műveinek előadását nem láthatta, amíg börtönben volt. 1925 júliusában, szabadulása után láthatta csak egyik alkotásának előadását. Ugyanis Berlinben mutatták be először, a később egyik leghíresebbé vált drámáját, a Hoppla, Wir leben!-t Erwin Piscator rendezésében. A történet egy forradalmárról szól, akit elbocsátottak egy elmegyógyintézetből nyolc év után, hogy rátaláljon egy volt forradalmi bajtársára, aki önelégültségében és reménytelenségében kompromisszumot kötött a rendszerrel, amivel egykor szemben álltak. Kétségbeeséségben megöli magát.
1933-ban a nácik hatalomra kerülése után elfogták és száműzték Németországból, és az azt követő évben állampolgárságát érvénytelenítette a nemzetiszocialista kormány. Ezután Londonba utazott, hogy rendezősegédként részt vegyen egyik műve, a Feuer aus den Kesseln manchesteri bemutatásában. Folytatta előadásait az Egyesült Államokba és Kanadába 1936-ban és 1937-ben mielőtt Kaliforniába letelepedett volna, ahol egy mozidarabon dolgozott, ami bemutatás nélkül maradt. 1936-ban New Yorkba utazott, ahol több íróval és színésszel számkivetetten élt. Ők voltak többek között Klaus Mann, Erika Mann és Therese Giehse. Mély depresszióba süllyedt (miután testvéreit letartóztatták és koncentrációs táborba vitték) és súlyos anyagi válságban is volt miután összes pénzét odaadta a spanyol polgárháború önkénteseinek. Ezen okok miatt 1939. május 22-én saját hotelszobájában öngyilkos lett (felakasztotta magát).
Amivé lettünk (All That I Am) címmel Anna Funder írt róla egy kitűnő életrajzi regényt 2011-ben (magyar kiadása: Anna Funder: Amivé lettünk, Európa, Budapest, 2013).

## Művei
- Die Wandlung (1919)
- Masse Mensch (1921); magyarul: Tömeg ember (1924)
- Die Maschinenstürmer (1922); magyarul: Géprombolók (1945)
- Hinkemann (org. Der deutsche Hinkemann), Uraufführung (19 September 1923)
- Hoppla, wir leben (1927); magyarul: Hoppá, élünk!
- Feuer aus den Kesseln (1930)
- Eine Jugend in Deutschland (1933), Amsterdam; magyar címe Német voltam én is (1974) (ford. Tandori Dezső)
- Briefe aus dem Gefängnis (1935), Amsterdam

## Magyarul
- Tömeg ember. Részlet a XX. század szociális forradalmából; ford. Goldhammer Géza, G. Zoltán Margit; Kerkoschka, Košice, 1924
- Arthur Holitscher, Ernst Toller et al.: Gulliver felfedezi a Harmadik Birodalmat; ford. Hetényi-Heidlberg Ernő; Danton, Bp., 1934 (Aktuális könyve)
- Fecskék könyve; ford. Dsida Jenő, ill. Gy. Szabó Béla; Józsa Béla Athenaeum, Kolozsvár, 1945
- Fecskekönyv. Versciklus; ford. Franyó Zoltán; Cserépfalvi, Bp., 1947
- A géprombolók. Dráma; ford. Bernáth István, utószó Gyurkó László; Európa, Bp., 1961 (Világirodalmi kiskönyvtár)
- Német voltam én is...; ford. Tandori Dezső; Kossuth, Bp., 1974

## Művei magyarországi színpadokon
Géprombolók c. darabjával nyitotta meg kapuit a rövid életű, budapesti Szabad Színház 1945. május 3-án, azonban a darabot sürgősen le kellett venni a műsorról. Szereposztás: Horváth Tivadar, Kállai Ferenc, Soós Lajos, illetve Kiss Ilona, Komlós Juci, Móricz Lili, Sallai Kornélia, Gellért Lajos.